# 蒂爾巴赫河
49°40′14.3″N 10°2′56.7″E / 49.670639°N 10.049083°E
蒂爾巴赫河是德國的河流，位於該國東南部，由巴伐利亞負責管轄，屬於美因河的左支流，河道全長18.2公里，流域面積75平方公里。